# Guatteria schunkevigoi
Guatteria schunkevigoi este o specie de plante angiosperme din genul Guatteria, familia Annonaceae, descrisă de D. R. Simpson. Conform Catalogue of Life specia Guatteria schunkevigoi nu are subspecii cunoscute.